# Иван Харалампиев
Иван Харалампиев Иванов е български езиковед медиевист, професор във Великотърновския университет.

## Биография
Роден е на 11 ноември 1946 г. в гр. Кюстендил. Завършва специалност „Българска филология“ във Великотърновския университет през 1973 г. и през следващата година започва там работа като аспирант. През 1999 г. защитава професура. Чете лекции по историческа граматика на българския език, по история на българския книжовен език до Възраждането и по развойни процеси в съвременния български език. Лектор по български език и култура в Университета „Лоранд Йотвьош“ на гр. Сегед, Унгария (1980 – 1983).
Зам.-директор на Великотърновския международен летен семинар (1983 – 1986). Директор на Семинара (1987). Ръководител на катедра „Старобългарски език, общо и славянско езикознание“ (1988 – 1999). Зам.-декан на Филологическия факултет (1986 – 1989). Зам.-ректор по учебните въпроси (1989 – 1995). Ректор на Великотърновския университет (1999 – 2007). Председател на Общото събрание на Великотърновския университет (от 2007).
Председател на великотърновския клон на Съюза на учените в България (от 1990). Член на Изпълнителното бюро на Съюза на учените в България (1994 – 1999). Член на Общото събрание на пълномощниците и на Управителния съвет на Съюза (от 2005).
Член на различни други обществени организации – Лайънс клуб, Българо-чешко и словашко дружество, Комитет „Васил Левски“, „Отворено общество“ и др.
Кандидат на филологическите науки с дисертация на тема „Наречията в книжовния български език през втората половина на 16 век (Евтимий Търновски)“ (1977). Доктор на филологическите науки с дисертация на тема „Бъдещето на българския език от историческо гледище (Към проблематиката на езиковото прогнозиране)“ (1997).
Публикации – над 150, от които 12 книги, учебници и учебни помагала.
Агент на Държавна сигурност с псевдоним Благовест от 1979 г. 

## Научни интереси
Историческа морфология на българския език, развойни процеси в съвременния български език, езиково прогнозиране, история на българския книжовен език до Възраждането, езиковата реформа и езикът на търновските книжовници от втората половина на 16 век.

## Награди и отличия
- Почетен знак и Почетен член на Съюза на учените в България;[2]
- Сребърен плакет на Министерството на външните работи на Словашката република;
- Професор на Тверския държавен университет (Русия);
- Doctor honoris causa на Башкирския държавен университет (Руска федерация) (2005);[3]
- Действителен член и редовен професор на Обществената Академия по проблемите на безопасността, отбраната и правовия ред (Москва);
- Орден „Ломоносов“ на Обществената Академия по проблемите на безопасността, отбраната и правовия ред (Москва) за заслуги и голям личен вклад в укрепването на дружбата между народите на Русия и България – 2005 г.;[4]
- Почетна диплома на Международния фонд за славянска писменост и култура (Москва) – 2006 г.;[5]
- Почетен знак на Великотърновския университет „Св. св. Кирил и Методий“ за изключителни заслуги за развитието на Университета и за високи постижения в областта на лингвистичната българистика – 2006;
- Георгиевски медал ІІІ степен на Международната академия за рейтинг на технологии и социология за популярност „Златна фортуна“ към Украинската академия на науките – 2006 г.;[6]
- Почетно звание Академик на Българската академия на науката и изкуствата (БАНИ);[7]
- Почетен гражданин на Велико Търново – 2006.[8]

### Монографии
- История на българския език. Увод, фонетика и морфология. Велико Търново, 1989, 292 с.
- Езикът и езиковата реформа на Евтимий Търновски. София: Наука и изкуство, 1990, 156 с.
- История на българския език. Велико Търново: Университетско издателство, 1992, 342 с.
- Строители на стария български книжовен език. Търновска книжовна школа. Велико Търново: Абагар, 1995, 101 с.
- Бъдещето на българския език от историческо гледище (Върху морфологичен материал). Велико Търново: Университетско издателство, библиотека „Филология“, 1997, кн. 7, 267 с.
- История на българския език. Велико Търново: Фабер, 1999, 384 с. (в съавторство с Дора Иванова-Мирчева).
- Бъдещето на българския език от историческо гледище, ІІ издание. Велико Търново: Фабер, 2000, 284 с.
- Историческа граматика на българския език. Велико Търново: Фабер, 2001, 243 с.
- По вековните пътеки на българския език. Избрани приноси. Велико Търново: Фабер, 2006, 558 с.
- Бъдещето на българския език от историческо гледище, ІІІ допълнено издание, Велико Търново: Фабер, 2006, 343 с.
- Записки по история на българския книжовен език до Възраждането. Велико Търново: Фабер, 2007, 128 с.

### Учебници, учебни помагала, христоматии, речници
- История на българския език (Анотирани текстове, анализи и речник). Велико Търново, 1978, 143 с. (съавтор).
- Христоматия по история на българския език. София: Наука и изкуство, 1983, 317 с. (съавтор).
- Избрани тестове за проверка по езикова култура. Велико Търново, 1997 (в съавторство с К. Цанков). Второ издание – 1998.
- Малък етимологичен речник на българския език. Велико Търново: Слово, 1998, 133 с.

### Избрани статии
- „Евтимий Търновски и членните форми в среднобългарските писмени паметници“. – В: Търновска книжовна школа, т. ІІ. София, 1980, с. 398 – 404.
- „Някои основни промени в българския език, отразени в писмените паметници до ХІV-ХV век, и отношението на книжовниците от школата на Евтимий Търновски към тях“. – В: Развитие на българския език от ІХ до ХХ век. 1981, София, с. 8 – 20.
- „Константин Костенечки и Григорий Цамблак за делото на Кирил Философ“. – В: Константин-Кирил Философ. 1981, София, с. 188 – 197.
- „Из историята на звателните форми в българския език“. – В: Слависитични проучвания. София, 1983, с. 69 – 76.
- „Основните принципи на Евтимиевата реформа и езикът на Григорий Цамблак“. – В: Търновска книжовна школа, т. ІІІ. София, 1984, с. 220 – 233.
- „За някои специфични особености в произведенията на писателите от Търновската книжовна школа във връзка с преводите им на съвременен български език“. – В: Търновска книжовна школа, т. ІV. София, 1985, с. 187 – 197.
- „Основни синтактични черти в езика на Евтимий Търновски (Към въпроса за същността на Евтимиевата езикова реформа)“. – Трудове на ВТУ „Кирил и Методий“, т. ХХ, кн. 2, София, 1986, с. 96 – 119.
- „Днешните задачи на българската езикова история“. – В: Съвременни проблеми на българската езикова история. Велико Търново, 1992, с. 14 – 25.
- „Книжовните занимания на Евтимий Търновски според Григорий Цамблак“. – В: Славистични проучвания. Велико Търново, 1998, с. 87 – 99.
- „За периодизацията на довъзрожденския български книжовен език“. – В: Българистични проучвания. Международен семинар по български език и култура. Велико Търново, 1998, с. 7 – 17.
- „За първия новобългарски превод на книгата „Абагар“. – В: Научни изследвания в чест на проф. д-р Боян Байчев. Университетско издателство „Св. св. Кирил и Методий“, Велико Търново, 2005, с. 459 – 468.

### Преводи
- „Азбучна молитва“ (превод от старобългарски Иван Харалампиев). – Издател. Научно списание за книгата. Велико Търново – София, 2005, кн. 2, с. 2.